# Орм (Об)
Орм (фр. Ormes) — коммуна во Франции, находится в регионе Шампань — Арденны. Департамент — Об. Входит в состав кантона Арси-сюр-Об. Округ коммуны — Труа.
Код INSEE коммуны — 10272.
Коммуна расположена приблизительно в 135 км к востоку от Парижа, в 50 км южнее Шалон-ан-Шампани, в 29 км к северу от Труа.

## Население
Население коммуны на 2008 год составляло 200 человек.
| 1962 | 1968 | 1975 | 1982 | 1990 | 1999 | 2008 |
| ---- | ---- | ---- | ---- | ---- | ---- | ---- |
| 144  | 187  | 175  | 204  | 210  | 193  | 200  |

## Экономика
В 2007 году среди 127 человек в трудоспособном возрасте (15—64 лет) 92 были экономически активными, 35 — неактивными (показатель активности — 72,4 %, в 1999 году было 66,1 %). Из 92 активных работали 86 человек (49 мужчин и 37 женщин), безработных было 6 (2 мужчины и 4 женщины). Среди 35 неактивных 7 человек были учениками или студентами, 12 — пенсионерами, 16 были неактивными по другим причинам.

## Фотогалерея

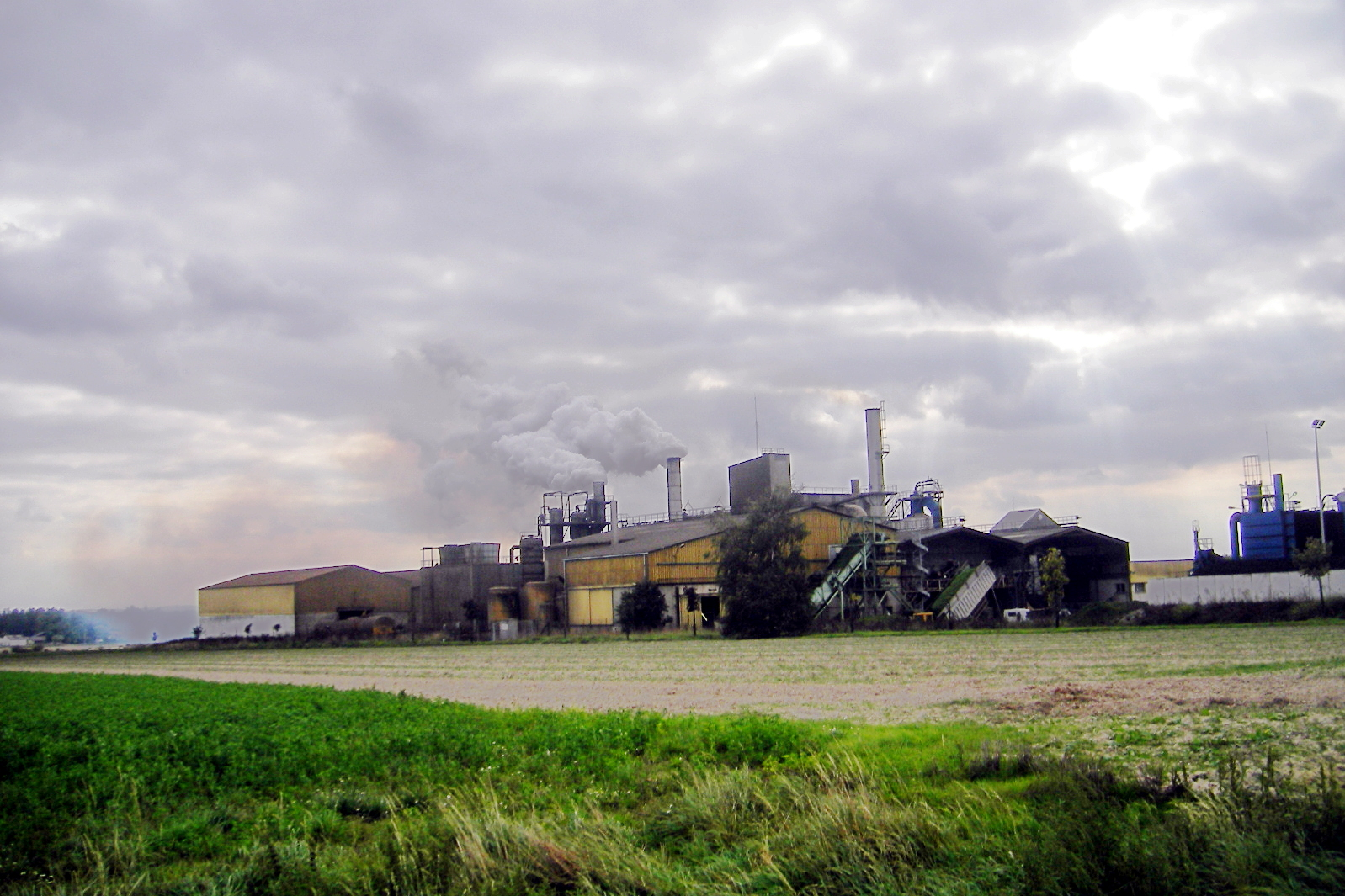
Завод
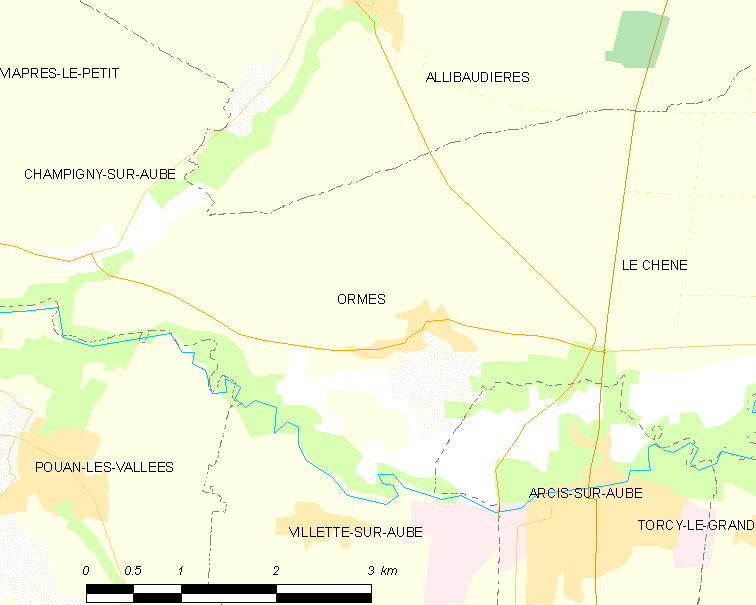
Карта коммуны